# Jérémie Laheurte
Pour les articles homonymes, voir Laheurte.
Jérémie Laheurte, né le 7 septembre 1990 à Paris, est un acteur et mannequin français.

## Biographie

### Vie privée
Jusqu'en 2016 il est le compagnon d'Adèle Exarchopoulos, qui a joué à ses côtés dans le film La Vie d'Adèle.

## Filmographie

### Cinéma
- 2012 : Marseille la nuit de Marie Monge (court-métrage) : Julien
- 2013 : Détour de Dominique Baumard (court-métrage) ;
- 2013 : La Vie d'Adèle d'Abdellatif Kechiche : Thomas
- 2015 : Apnée de Louis de Caunes (court-métrage) : le garçon
- 2016 : Voir du pays de Delphine Coulin & Muriel Coulin : Ness
- 2016 : Juillet Août de Diastème : Romain
- 2017 : Quelque chose brûle de Mathilde Chavanne (court métrage) : Adrien
- 2018 : Private War (A Private War)  de Matthew Heineman : Rémi Ochlik
- 2019 : Carte blanche d'Eva Dolezalova (court métrage) : Arthur Bergerac
- 2019 : Tu mérites un amour de Hafsia Herzi : Rémi
- 2022 : Notre-Dame brûle de Jean-Jacques Annaud : adjudant-chef Joël
- 2022 : Une belle course de Christian Carion : Ray
- 2022 : Du crépitement sous les néons de  Fabrice Garçon et Kévin Ossona : Yann
- 2023 : Comme un prince d'Ali Marhyar : Jérôme
- 2024 : Le Beau rôle de Victor Rodenbach : François
- 2024 : L'Affaire Vinča Curie de Dragan Bjelogrlić : Schwarzenberg
- 2024 : GTmax d'Olivier Schneider : Theo

### Télévision
- 2012 : Punk (téléfilm) de Jean-Stéphane Sauvaire : Vincent
- 2018 : Maroni, les fantômes du fleuve (série) d'Olivier Abbou : Stéphane
- 2018 : Immortality (mini série) de Nick Parrish : Serge
- 2021 : Paris Police 1900 (série) de Julien Despaux : Antoine Jouin
- 2022 : La Cour (téléfilm) de Hafsia Herzi : Joël
- 2022 : Paris Police 1905 (série) de Julien Despaux : Antoine Jouin